# Maurice Galbraith Cullen

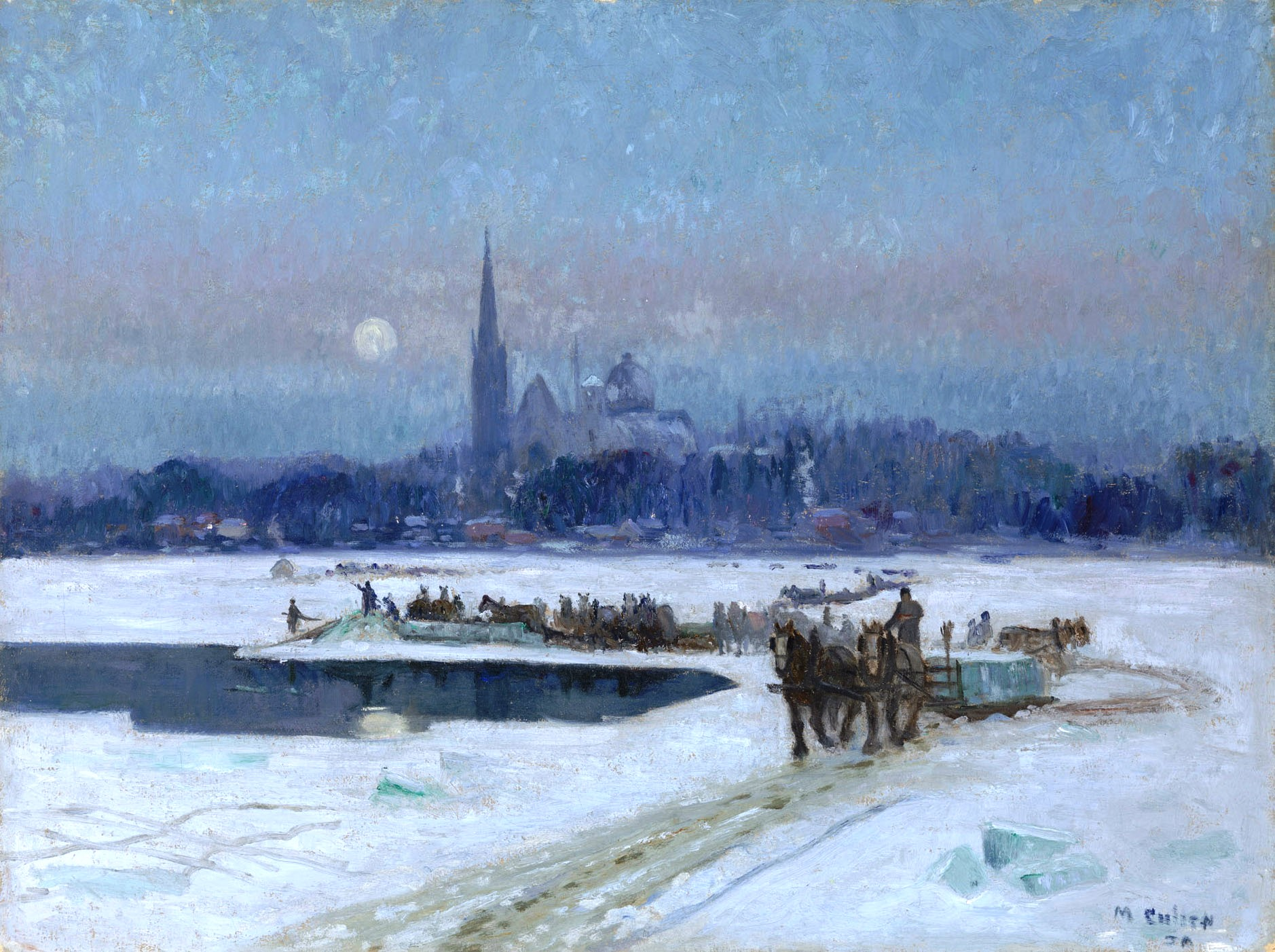
Ice cutters, Longeuil, 1923

Maurice Galbraith Cullen (St. John's, Kolonie Newfoundland, 6 juni 1866 – Chambly, Quebec, 28 maart 1934) was een Canadese kunstschilder bekend voor zijn winterlandschappen. Hij was een van de belangrijkste Canadese impressionisten.

## Biografie
Maurice Galbraith Cullen was het enige kind van James Francis Cullen en Sarah Ward.
Hij werd in 1866 geboren in St. John's, de hoofdstad van de Kolonie Newfoundland. Hij verhuisde als kind met zijn familie in 1870 naar Montreal.

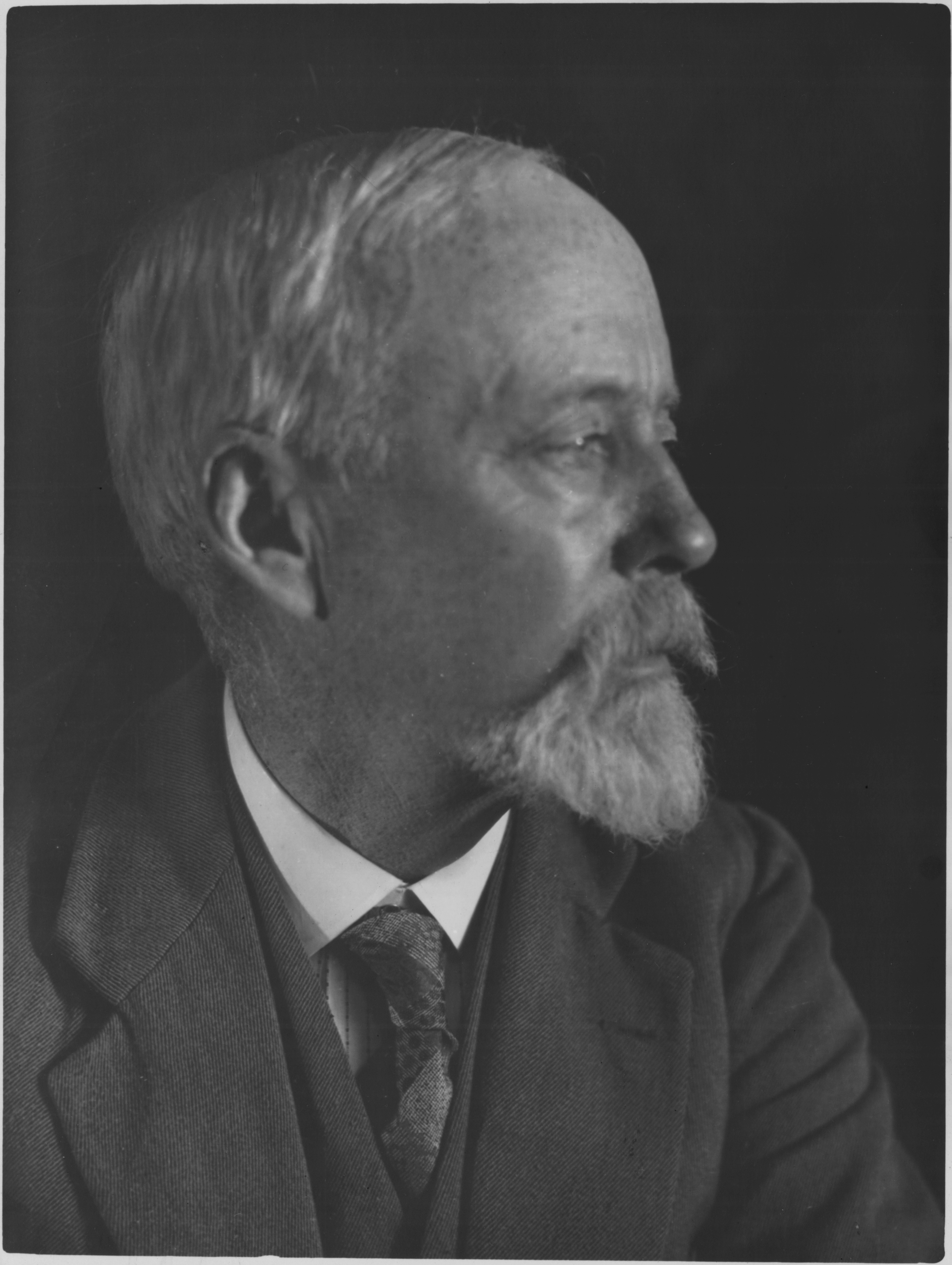
Portret van Maurice Cullen, 1923, Archives of Ontario

Hij kreeg er een opleiding als beeldhouwer aan de Conseil des arts et manufactures, onder de leiding van Louis-Philippe Hébert, van 1884 tot 1887. Hij ging in 1887, dankzij een legaat van zijn moeder, naar Parijs voor een voortgezette opleiding. Daar aangekomen besloot hij om schilder te worden nadat hij de werken van Claude Monet had gezien. Hij volgde de opleiding aan de École des beaux-arts van 1889 tot 1892, eerst bij Jean-Léon Gérôme en daarna bij Jules-Élie Delaunay. Hij studeerde ook aan de Académie Julian en aan de Académie Colarossi. Tijdens zijn verblijf in Frankrijk bezocht hij ook Italië. Hij schilderde en plein-air landschappen in de geliefkoosde pleisterplekken van de impressionisten zoals Le Pouldu, Moret-sur-Loing, Giverny en in Venetië. Cullen exposeerde in het Parijse salon in 1894 en 1895 en werd gekozen tot lid van de Société Nationale des Beaux-Arts in 1895, het jaar dat hij terugkeerde naar Montreal.
Terug in Canada, met een gevestigde Europese reputatie, begon hij met het schilderen van landschappen langs de St. Lawrence rivier in de buurt van Quebec. Een van zijn geliefde onderwerpen waren nacht of schemering scènes van Montreal en Quebec, bijna altijd met flikkerende lichtjes. Ook zijn sneeuw en winterlandschappen zijn zeer bekend. Vanaf 1897 exposeerde hij regelmatig op de tentoonstellingen van de Royal Canadian Academy en hij werd lid van die academie in 1907. Nochtans was zijn werk toen niet echt gewild bij het Canadese publiek dat nog erg gericht was op de Europese kunst. Zonder de steun van een aantal verzamelaars zoals Sir William Van Horne, was er van Cullens verdere carrière waarschijnlijk weinig terecht gekomen.
In 1900 reisde hij opnieuw naar Europa en verbleef er twee jaar. Maurice Cullen huwde met Barbara Pilot, een weduwe met vijf kinderen, op 3 november 1910. Tijdens de Eerste Wereldoorlog was hij in 1918 in dienst als oorlogsartiest aan het westelijke front. Na 1918 kreeg hij meer en meer waardering in Canada en niet alleen van de jonge avant-garde die hij had geïnspireerd tijdens zijn magere jaren, maar ook van het brede Canadese publiek.
Cullen was de enige Canadees van zijn generatie die echt impressionistisch werkte, hoewel hij de impressionistische techniek aanpaste aan de Canadese omstandigheden. De liefde voor de plein-air schilderkunst die in Frankrijk ontstaan was, zou zijn hele leven voortduren. Ook tijdens de strenge Canadese winters werkte hij buiten, waar zijn kenmerkende winterlandschappen ontstonden met zijn specifieke weergave van het winterlicht.

## Tentoonstellingen
Er werden twee retrospectieven van Cullens werk georganiseerd tijdens zijn leven, namelijk
- 1930, Retrospective des Oeuvres de Maurice Cullen-Troisième Exposition Annuelle d’Artistes Canadiens in de École des Beaux-Arts de Montréal, gesponsord door de overheid van Quebec en
- 1934 in de Watson Art Galleries in Montreal

## Galerij

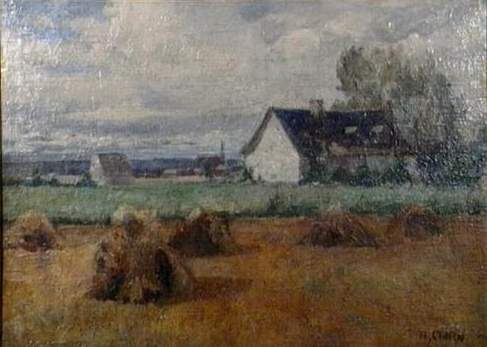
Ile d'Orleans landscape, Musée de la civilisation, Quebec
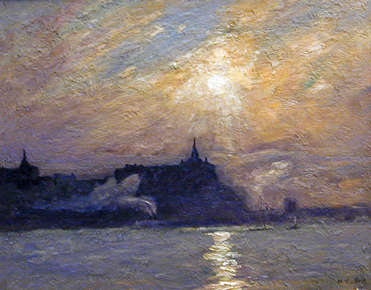
Coucher de soleil, Québec, 1900, Collection d'oeuvres d'art, Université de Montréal
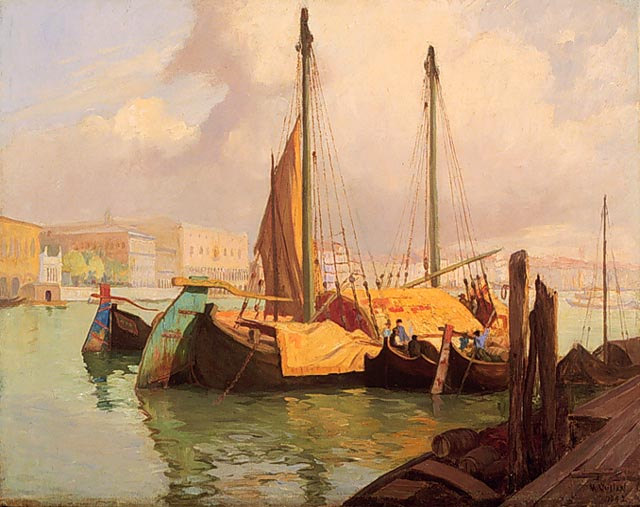
Customs Port, Venice, 1901, National Gallery of Canada, Ottawa
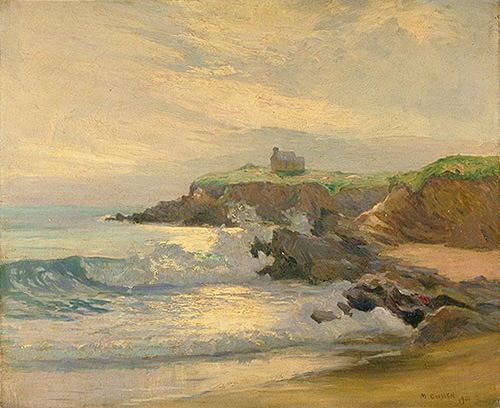
Rising Tide, Le Pouldu, Bretagne, 1901, Musée national des beaux-arts du Québec
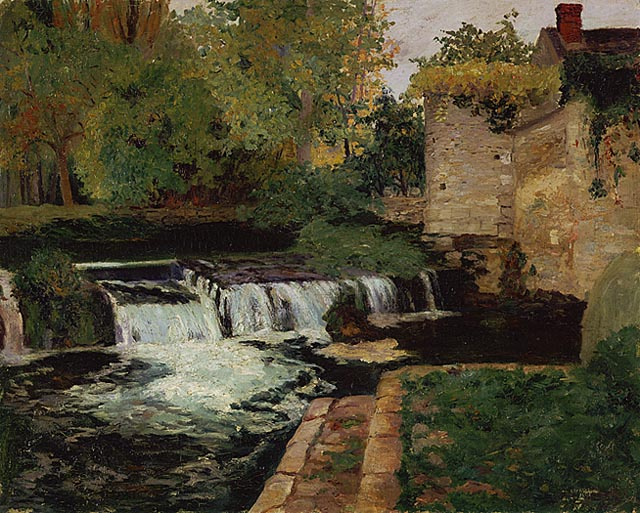
The Mill Stream, ca. 1905, National Gallery of Canada, Ottawa
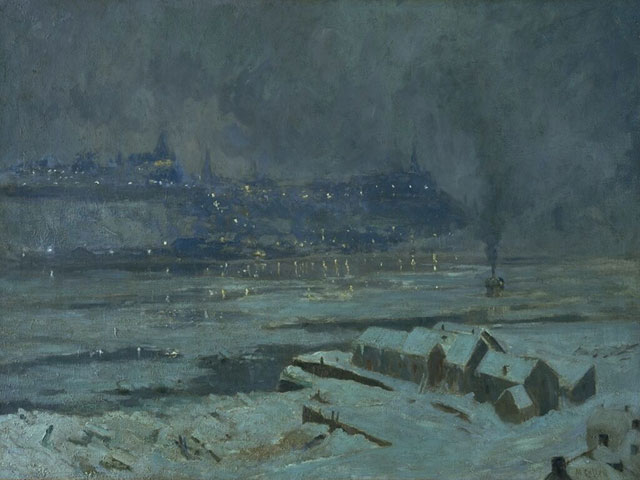
Ice Breaking, L'Assomption, ca. 1914, National Gallery of Canada, Ottawa
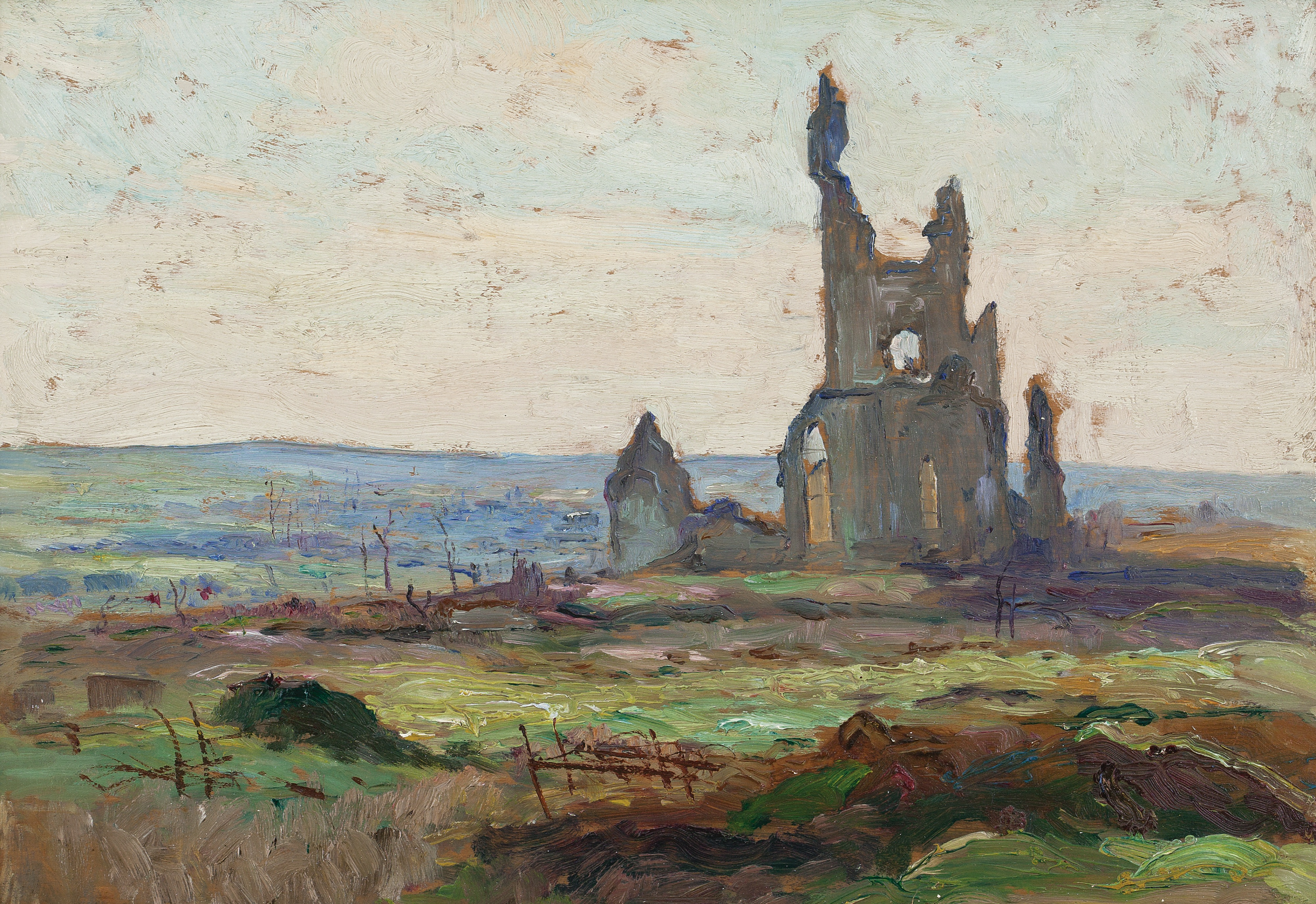
Ablain, St. Nazaire, 1918
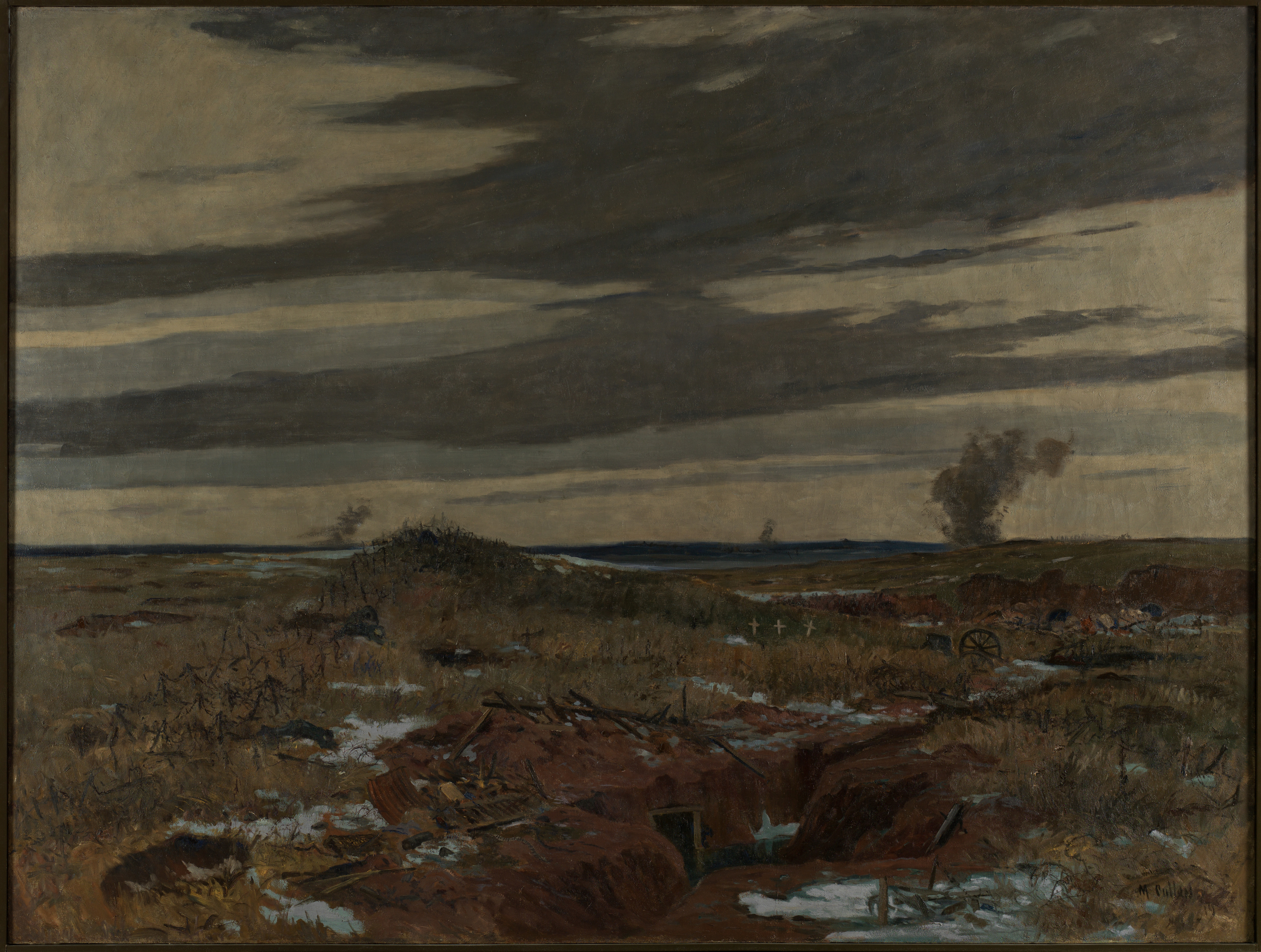
No Man's Land, Douai, 1919, Canadian War Museum, Ottawa
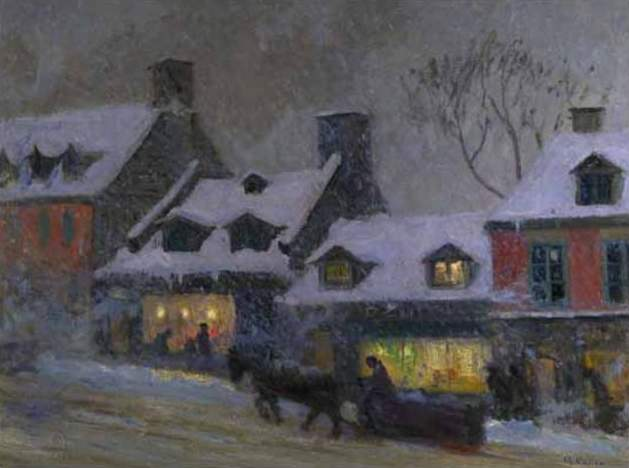
The bird shop, St. Lawrence Street, 1920

## Weblinks
- Maurice Cullen op The Athenaeum.

- Bibliothèque nationale de France: cb16141530j (data)
- Gemeinsame Normdatei: 1011383853
- International Standard Name Identifier: 0000 0001 1878 274X
- Library of Congress Control Number: n84143644
- MusicBrainz: c4d9f4df-4969-408c-b538-574391c7206e
- RKD-Nederlands Instituut voor Kunstgeschiedenis: 19357
- SNAC: w6wd7sqm
- Union List of Artist Names: 500028733
- Virtual International Authority File: 77720367
- WorldCat: E39PBJgRX8KhgYmdvRXTmfjt8C